# Fernando Bryce
Pour les articles homonymes, voir Bryce.
Fernando Bryce, né le 13 mars 1965 à Lima, est un artiste d'origine péruvienne qui vit et travaille actuellement à Berlin. Il étudie brièvement à l'université pontificale catholique du Pérou à Lima, avant de partir à Paris pour entamer un cursus à l'université Paris VIII puis faire, dans la même promotion que Christian Boltanski (né en 1944), l'École nationale supérieure des beaux-arts.

## Œuvre
À la fin des années 1990, Bryce abandonne la peinture et se consacre presque entièrement au dessin ou, du moins, à des formes diverses d'art graphiques (encre et lavis). Il est notamment connu pour produire des reproductions à main levée de différents documents d'archives, de la une de journal à certaines photographies d'intellectuels, publicités ou affiches de propagande. L'intérêt d'une telle pratique réside en plusieurs points, puisqu'elle ramène des objets appartenant au régime visuel allographique (de l'ordre du reproductible) dans un régime de type autographique (l'œuvre unique) ; allant à rebours de tout un travail sur la production en série de l'œuvre d'art qui s'est fait dès l'aube du XXe siècle, il s'approprie une iconographie particulière (l'image de presse démultipliée) pour la reformuler en un seul exemplaire qui est à la fois objectif et subjectif. Objectif, car il joue d'un effet illusionniste : ses reproductions sont d'une grande précision et le choix du support (un papier couleur crème) souligne l'ambition de faire une image réaliste qui aurait l'air d'une vraie une de journal. Subjectif, car les articles sélectionnés sont choisis arbitrairement, parfois réécrit ou tronqués, de façon à reconstituer un regard sur l'histoire qui n'est pas neutre, mais partial et ironique. 
De fait, son travail, qui était au départ une réflexion sur le pouvoir de l'image dans son propre pays, s'est étendu à l'analyse de personnalités ou d'évènements décisifs du XXe siècle (Révolution cubaine ou Guerre d'Espagne) - et ce dans le but de faire reparaître des documents délibérément oubliés par l'histoire officielle et de produire des rapprochements (les discours ou les faits politiques voisinent avec de sordides faits divers) qui créent un effet de malaise et un effet comique, signe d'une incorporation et d'une critique des représentations sociales dont la copie minutieuse et manuelle est une métonymie. 

## Expositions personnelles ou communes
- 11e édition de la Biennale d'art contemporain de Lyon (2011)
- 28e édition de la Biennale de São Paulo (2008)
- Out of Time : A Contemporary View, Museum of Modern Art de New York (2006-2007)
- Fernando Bryce à la Fondation Antoni Tàpies (2 avril-10 juillet 2005)